# Château de Triadou
Le château de Triadou est un château situé à Peyreleau, dans le département de l'Aveyron, en France.

## Historique

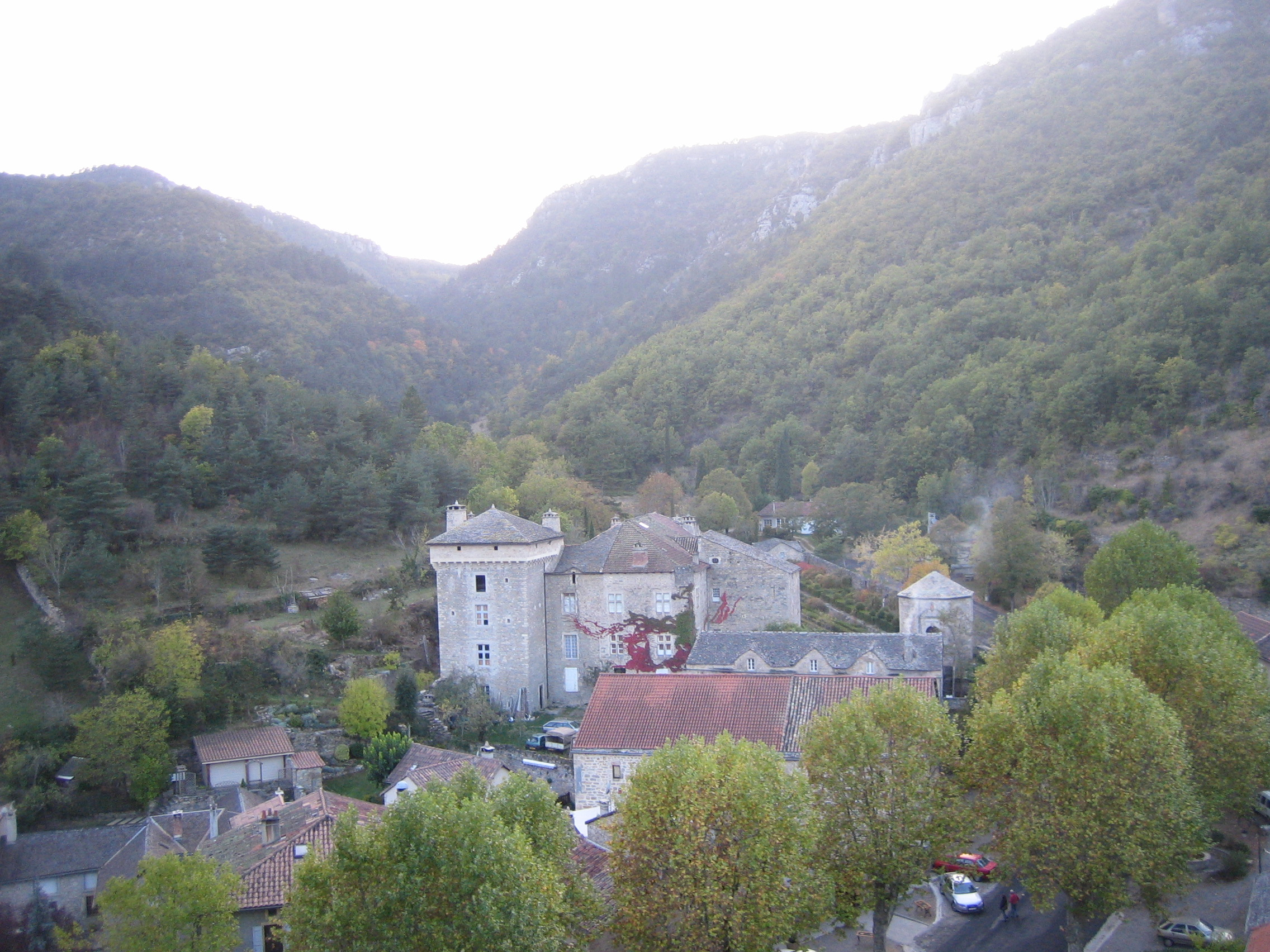

Cette demeure fut construite à partir de 1470 et habitée dès juillet 1479 par Pierre II d'Albignac, seigneur de Triadou, et son épouse Flore de Capluc, fille de Guillaume de Capluc et sœur de Louis de Capluc par qui le jeune couple reçut en dotation la moitié des terres dont Peyreleau faisait partie. Le terrain choisi pour la construction du château était la propriété des moines du Rozier, de l'abbaye d'Aniane. Avant de s'installer à Peyreleau, c'est au château de Mostuéjouls que siégeaient les seigneurs d'Albignac. Malgré l'importance des travaux engagés, le Triadou restera longtemps inachevé.
En 1510, Guillaume de Capluc décède et l'ensemble de ses terres reviennent à la famille d'Albignac. Son fils, Louis de Capluc ayant en effet choisi d'entrer dans les ordres en devenant curé d'Auzits, c'est Flore de Capluc qui hérite des biens et donc par le jeu des alliances, Pierre d'Albignac, son époux. Pierre d'Albignac décèdera le 4 avril 1517. Flore de Capluc ne lui survécut que quelques mois.
En 1559, Pierre III d'Albignac (1529-1596), petit-fils du précédent, avait pour projet d'agrandir la résidence familiale en y ajoutant une aile supplémentaire mais les finances ne permettaient pas la réalisation d'une telle entreprise. À l'occasion du passage entre Meyrueis et Millau des troupes protestantes menées par le capitaine Arnaud de Méjanès, Pierre d'Albignac reçut l'ordre de leur couper le passage. Il mena donc une attaque au niveau du Mont-Fraysse dans le but personnel de s'emparer du trésor de guerre transporté. L'opération est un succès : son œuvre pouvait maintenant se concrétiser. Une partie de l'important butin fut cachée dans le château et Pierre d'Albignac décèdera sans avoir révélé à ses héritiers le lieu du trésor.
Cet important apport financier permit en 1607 à Simon d'Albignac (1560-1644), fils de Pierre III d'Albignac, d'étendre le domaine familial en achetant pour 47 400 livres, les terres et les titres de Capluc et de Veyreau à Jean de Tubières-Grimoard, autre descendant par son épouse de la famille de Capluc. Avec cette acquisition, Peyreleau devint le siège d'un important domaine.
François Ier d'Albignac (1600-1696), fils de Simon d'Albignac, profita également de cette période de prospérité pour apporter des modifications à la résidence familiale avec la construction en 1669 des communs, de la chapelle octogonale dédiée à la Vierge ainsi que de la tour carrée attenante au château. Il épouse successivement Jeanne de Solages de Tholet en 1628 et annexe la baronnie de Castelnau, puis Isabeau du Fecs de Sumène en 1650. La légende du trésor de Pierre d'Albignac se perpétua jusqu'à la Révolution.
Pressentant les événements révolutionnaires, le dernier seigneur d'Albignac à occuper les lieux s'exilera vers l'Angleterre via Dieppe le 28 novembre 1792. Évêque d'Angoulême en 1784 puis député du clergé lors des états généraux du 5 mai 1789, Philippe-François d'Albignac de Castelnau était un farouche opposant à la constitution civile du clergé faisant de lui un réfractaire parmi d'autres.
Surnommés les brigands du  Bourg, quelques-uns d'entre eux se firent connaître en commettant des actes de sauvagerie. Les autorités de Millau, pour lutter contre cette bande armée dont Philippe-François d'Albignac est accusé à tort d'être à sa tête, dépêchèrent le 20 juillet 1791 au château de Triadou des miliciens qui pillèrent la demeure jusqu'à trouver deux caisses en plomb dissimulées sous l'une des marches du grand escalier et renfermant des pièces d'or et d'argent. Cette accusation, sans réel fondement, portée à l'encontre de Philippe-François d'Albignac était sans doute un prétexte pour justifier l'expédition menée au château de Triadou et ainsi cacher la véritable motivation qui visait à s'emparer du trésor de Pierre d'Albignac.
Philippe-François d'Albignac ne reverra jamais ses terres. Il finira ses jours à Londres où il décèdera le 3 janvier 1814.
Annexé par la commune, le château servit un temps de mairie au village de Peyreleau jusqu'à la construction d'un nouveau bâtiment en 1893.
Inscrit à l'inventaire des monuments historiques le 12 mai 1944, il est maintenant partagé entre plusieurs propriétaires.